# 1975-ös US Open (tenisz)
Az 1975-ös US Open az év negyedik Grand Slam-tornája, a US Open 95. kiadása volt, amelyet augusztus 27–szeptember 7. között rendeztek meg. A tornát 1975–1977 között a korábbi füves pályákról Forest Hills zöld salakos pályáira helyezték át, amely keményebb és gyorsabb a vörös salaknál. A férfiaknál Manuel Orantes, a nőknél Chris Evert győzött.

## Döntők

### Férfi egyes
Manuel Orantes -   Jimmy Connors, 6-4, 6-3, 6-4

### Női egyes
Chris Evert -  Evonne Cawley, 5-7, 6-4, 6-2

### Férfi páros
Jimmy Connors /  Ilie Năstase -  Tom Okker /  Marty Riessen, 6-4, 7-6

### Női páros
Margaret Smith Court /  Virginia Wade -  Rosie Casals /  Billie Jean King, 7-5, 2-6, 7-6

### Vegyes páros
Rosie Casals /  Dick Stockton -  Billie Jean King /  Fred Stolle, 6-3, 7-6

## Juniorok

### Fiú egyéni
Howard Schoenfield –  Chris Lewis, 6–4, 6–2

### Lány egyéni
Natalja Csmirjova –  Greer Stevens, 6–7, 6–2, 6–2
A párosok versenyét 1982-től rendezték meg.